# Ney Lopes Júnior
Ney Lopes de Souza Júnior (Natal, 25 de março de 1974 - Natal, 30 de novembro de 2021) foi um advogado, jornalista e político brasileiro, atualmente filiado ao PSD. Foi filho do ex-deputado federal Ney Lopes. Foi, em dezembro de 2012, prefeito de Natal entre os dias 13 e 31 daquele mês. Ele ocupou o cargo por ser, à época, vice-presidente da Câmara Municipal. Ney assumiu a prefeitura porque Edivan Martins, então presidente da Câmara Municipal, renunciou a seu cargo, para que pudesse não assumir o Executivo da cidade.
Como advogado, suas principais atividades têm o foco em questões públicas. Já como jornalista, apresentou programas de televisão e rádio, principalmente na TV Tropical e na TV Bandeirantes Natal, cujos temas também estavam relacionados à sua atividade de advogado.
Foi encontrado morto em sua casa por familiares, em 30 de novembro de 2021. A causa da morte ainda é desconhecida.

## Carreira política
Desde a juventude, Ney Lopes Júnior pretendia exercer uma carreira pública. Na época da fundação do atual Democratas (antigo PFL), participou como presidente do partido no Rio Grande do Norte.
Nas eleições de 2008, Ney se candidatou a vereador em Natal, pelo DEM. Ele foi eleito com 5 820 votos, o equivalente a 1,50% dos votos válidos, exercendo o mandato a partir de 2009. Assumiu, em janeiro de 2011, a vice-presidência da Câmara Municipal de Natal, cargo que exerceu até o fim de seu mandato.
Nas eleições de 2010, foi candidato a uma cadeira de deputado na Assembleia Legislativa do Rio Grande do Norte, ficando na suplência, com 6 999 votos (0,44% dos válidos). Candidatou-se à reeleição para vereador em 2012, mas não foi reeleito, ficando apenas na suplência, com 3 925 votos (1,03% dos válidos).
Em 13 de dezembro de 2012, o prefeito de Natal, Paulinho Freire, que havia sido eleito vereador em 7 de outubro, renunciou para que pudesse ser diplomado como vereador. Já que Paulinho havia sido o vice-prefeito de Micarla de Sousa, a prefeita afastada em 31 de outubro pela Justiça, o próximo na linha de sucessão à prefeitura seria o presidente da Câmara Municipal, Edivan Martins. Este, no entanto, abdicou do cargo por também estar tentando ser diplomado vereador. Por isso, Ney Júnior, que era o vice-presidente da Câmara, foi empossado prefeito.
No entanto, em 21 de dezembro, uma semana depois, o Tribunal de Justiça do Rio Grande do Norte solicitou o afastamento de Ney Júnior da prefeitura, alegando que, no momento da renúncia do prefeito Paulinho Freire, quem deveria assumir seria o presidente da Câmara Municipal, Edivan Martins, e que este não podia recusar o cargo. Edivan Martins deveria, portanto, assumir a prefeitura ou renunciar à presidência da Câmara, dependendo disso a permanência ou não de Ney Júnior na prefeitura. Na segunda-feira seguinte, uma véspera de Natal, Ney foi notificado oficialmente e assinou o documento judicial, afastando-se da prefeitura de Natal. Contudo, o presidente da Câmara, Edivan Martins, ainda não havia sido localizado nem notificado oficialmente, o que deixou a cidade sem prefeito. Com o afastamento, Ney voltou ao cargo de vereador. Na tarde do dia 24, Edivan Martins anunciou sua renúncia da presidência da Câmara, permitindo que Ney Júnior retomasse posse da prefeitura. No entanto, devido ao recesso natalino, a posse ocorreu apenas no dia 26 de dezembro, através da nova presidente da Câmara Municipal, a vereadora Júlia Arruda.
No período em que Ney esteve à frente do Executivo de Natal, suas principais ações priorizaram o pagamento dos funcionários públicos municipais e a assinatura de contratos para viabilizar recursos. Ney administrou a cidade objetivando aumentar a arrecadação de impostos e cortar gastos, para que fosse possível o pagamento do funcionalismo público municipal e a realização de atos emergenciais para manter a organização da cidade. No dia 21 de dezembro, Ney Júnior assinou contratos com a Caixa Econômica Federal, que viabilizaram, principalmente, a realização das obras de mobilidade urbana para a Copa do Mundo de 2014, que iriam realizar mudanças na região da Arena das Dunas e do Complexo Viário da Urbana. Além disso, foram assinados os contratos para reforma da Maternidade Leide Morais, na Zona Norte da cidade, e para as obras de urbanização do Passo da Pátria, uma comunidade no bairro da Cidade Alta, na Zona Leste.
Em 28 de dezembro, manifestantes populares organizaram um protesto contra a falta de coleta de lixo em Natal, em que depositaram sacos de lixo em frente ao Palácio Felipe Camarão, sede da prefeitura da cidade. Algum tempo depois, o prefeito Ney Júnior chegou ao local da manifestação e garantiu ter realizado o pagamento das empresas de limpeza urbana, pagamento este que estava atrasado ainda de meses anteriores. Além disso, Ney afirmou que a coleta de lixo seria realizada. No dia seguinte, o prefeito decretou que fosse feito um levantamento das ruas e avenidas de Natal, com o objetivo de saber quais estariam calçadas e quais não estariam. Um dos objetivos do levantamento era corrigir os dados errôneos a respeito de ruas não pavimentadas, mas que estariam registradas como pavimentadas.
Em 1 de janeiro de 2013, Ney passou o cargo ao prefeito eleito de Natal, Carlos Eduardo Alves. Na eleição municipal de Natal em 2016, já filiado ao PSD, foi novamente eleito para membro da Câmara Municipal, recebendo 3 197 votos.
Ao tomar posse como vereador, em 1 de janeiro de 2017, Ney Júnior foi novamente eleito para membro da Mesa Diretora da Câmara, ocupando o cargo de 1º vice-presidente. Nessa situação, acabou por assumir interinamente a presidência da Casa, em 31 de julho do mesmo ano, em virtude do afastamento temporário do então titular, Raniere Barbosa, por decisão judicial. Ele era investigado por suspeitas de fraudes na Secretaria Municipal de Serviços Urbanos de Natal.